# Nyctyornis
Nyctyornis – rodzaj ptaków z rodziny żołn (Meropidae).

## Zasięg występowania
Rodzaj obejmuje gatunki występujące w orientalnej Azji.

## Morfologia
Długość ciała 27–35 cm; masa ciała samic 61–91 g, samców 68–93 g.

## Systematyka

### Etymologia
- Nyctyornis (Nyctiornis): gr. νυκτι- nukti- „nocny”, od νυξ nux, νυκτος nuktos „noc”; ορνις ornis, ορνιθος ornithos „ptak”[8].
- Nyctinomus: gr. nukti- „nocny”, od νυξ nux, νυκτος nuktos „noc”; -νομος -nomos „-jedzący”, od νεμω nemō „jeść”[9]. Gatunek typowy: Merops amictus Temminck, 1824.
- Alcemerops: zbitka wyrazowa nazw rodzajów: Alcedo Linnaeus, 1758 (zimorodek) oraz Merops Linnaeus, 1758 (żołna)[10]. Gatunek typowy: Merops amictus Temminck, 1824.
- Bucia: nep. nazwa Bukay-chera dla żołny brodatej[5][11]. Gatunek typowy: Bucia nipalensis Hodgson, 1836 (= Merops athertoni Jardine & Selby, 1828).
- Napophila: gr. ναπος napos „gąszcz, zarośla”, od ναπη napē „dolina, parów”; φυλον phulon „ród, plemię”[12]. Nowa, klasyczna nazwa dla Bucia Hodgson, 1836.

### Podział systematyczny
Do rodzaju należą następujące gatunki:
- Nyctyornis amictus (Temminck, 1824) – żołna wielka
- Nyctyornis athertoni (Jardine & Selby, 1828) – żołna brodata